# Manfred König (Verwaltungsjurist)
Manfred König (* 8. Mai 1935; † 20. April 2019) war ein deutscher Verwaltungsjurist.

## Leben
König studierte Rechtswissenschaften in Tübingen und war seit 1954 Mitglied der Studentenverbindung AV Igel Tübingen. Er wurde 1961 in Tübingen zum Dr. iur. promoviert.
Er trat 1963 in die Innenverwaltung des Landes Baden-Württemberg ein. Von 1965 bis 1967 war er wissenschaftlicher Mitarbeiter am Bundesverwaltungsgericht in Berlin. Danach war er im Innenministerium Baden-Württemberg sowie im Staatsministerium Baden-Württemberg, zuletzt als Abteilungsleiter „Landespolitik“ tätig.
Von 1987 bis 1992 war er Ministerialdirektor im Umweltministerium Baden-Württemberg und als Amtschef der ständige Vertreter des Ministers Erwin Vetter. Ab 1992 war er Geschäftsführer der Regierungskommission Verwaltungsreform im Staatsministerium Baden-Württemberg. Von 1996 bis 2000 war er Ministerialdirektor im Sozialministerium Baden-Württemberg und als Amtschef der ständige Vertreter der Minister Erwin Vetter und Friedhelm Repnik.

## Auszeichnungen
- Bundesverdienstkreuz (1. Klasse)